# Hazen Strait
Hazen Strait är ett sund i territorierna Nunavut och Northwest Territories i Kanada.   Det ligger mellan Mackenzie King Island och Sabine Peninsula.